# Bâtiment situé 1 rue Temerinska à Novi Sad
Le bâtiment situé 1 rue Temerinska à Novi Sad (en serbe cyrillique : Зграда у Темеринској улици број 1 у Новом Саду ; en serbe latin : Zgrada u Temerinskoj ulici broj 1 u Novom Sadu) se trouve à Novi Sad, la capitale de la province autonome de Voïvodine, en Serbie. En raison de sa valeur patrimoniale, il est inscrit sur la liste des monuments culturels protégés de la république de Serbie (identifiant n° SK 2114).

## Présentation
À l'emplacement de l'actuel bâtiment se trouvait autrefois une ancienne kafana (taverne), appelée « Les Trois Couronnes », située sur la route Budapest-Belgrade. L'édifice actuel, situé 1 rue Temerinska (la « rue de Temerin »), a été construit en 1902 sur des plans de l'architecte Imre Kwitzweger pour le riche propriétaire terrien Lazar Dunđerski.
Caractéristique du style éclectique, il est constitué de deux longues ailes se rencontrant au niveau d'une façade d'angle beaucoup plus étroite. Les ailes sont rythmées par une série de fenêtres demi-circulaires tandis que le portail d'entrée est encadré par deux pilastres monumentaux ; la façade d'angle est surmontée par un attique décoré de deux lions entourant le monogramme HS.
Le bâtiment a été inscrit sur la liste des monuments culturels de Serbie en 2013.